# Segundo Ramos Navarrete
Segundo Ramos Navarrete (Babahoyo, 1901- 25 de octubre de 1960) fue un político ecuatoriano. Sus padres fueron don Alcides Ramos y doña Domitila Navarrete.

## Biografía
Perteneció a un hogar humilde, su madre fallece en su adolescencia y su padre fallece en el año 1919.
El ideal de Segundo Ramos siempre fue el Partido Comunista del Ecuador. Fue concejal, diputado y senador
Desde muy joven militó en el Partido Comunista del Ecuador, trabajó como peluquero para poder subsistir y después trabajó en la Federación de Trabajadores del Guayas, donde desempeñó el cargo de Secretario General.
En medio de la pobreza nacieron sus hijos; Douglas, Gladys, Gretta (fallecida), Daniel y Vladimir (fallecido) Ramos Molina, de su unión con la señora Clara Molina Gómez (fallecida). Tuvo fuera de su matrimonio tres hijos más [cita requerida].
De él se dice que discutía con voz alta, sin diplomacia se hacía oír y respetar cuando trataba con la patronal en cualquier momento y lugar.

### Trayectoria política
Sus compañeros políticos fueron Pedro Saad, Enrique Gil Gilbert, Joaquín Gallegos Lara, Elías Muñoz, Nela Martínez, Manuel Medina Castro entre otros importantes líderes de la izquierda ecuatoriana.
Entre los años de 1925 y 1938 vivió en la ciudad de Milagro, luego traslada la familia a Guayaquil, donde tuvo el aprecio y la estimación de los pueblos de la provincia del Guayas. Fue muy activo en pos de sus ideales y fue apreciado y reconocido por ello entre sus compañeros, a la vez que sufrió represión política por ello llegando a ser encarcelado en varias ocasiones.
En la revolución del 28 de mayo de 1944, en la caída de Carlos Arroyo del Río, vivía frente al Cuartel Villamil y con fusil en manos, Segundo Ramos luchó arduamente gritando "Viva la Patria".
No creía en los jueces los calificaba de inmorales, corruptos de la sociedad. Segundo Ramos solía decir que: “La educación debe ser gratuita y obligatoria, pero lamentablemente el gobierno le conviene tener ignorante al pueblo para que no se de cuenta de sus actuaciones. El Presidente de la República debe ser un hombre del pueblo que vive sus necesidades…”.
En su lecho de muerte, luego de una larga agonía, sus últimas palabras fueron dirigidas a un grupo de jóvenes comunistas que fueron a visitarlo: “no se olviden nunca la lucha es dentro del Partido, la unión hace la fuerza, de lo contrario se acabará el Partido Comunista”.
Escritores como Enrique Gil, Alejandro Román, intentaron escribir la vida de Segundo Ramos, pero no se llevó a cabo, comentaban que sólo él podía escribir la historia de su vida, porque palpó y vivió las necesidades de la clase obrera, pero no tuvo tiempo de escribirla.